# 神田桜子
神田 桜子（かんだ さくらこ、1987年5月20日 - ）は、日本講談協会、落語芸術協会に所属する講談師。神田陽子門下の二ツ目。本名は、米谷 春香。血液型A型。

## 経歴
大阪大谷大学文学部日本語日本文学科卒業。2015年12月に神田陽子に入門。前座名「桜子」。2016年4月、楽屋入り。
2020年5月、落語家の三遊亭遊七とともに二ツ目昇進。しかし、新型コロナウイルスによる影響により都内の寄席が営業停止となってしまい、初披露ができなかった。事態を重く見た神田伯山は、自身のYouTubeチャンネル「神田伯山ティービィー」で期間限定の「オンライン釈場」を配信し、桜子をゲストに招いて、二ツ目昇進後による初披露を行った。

## 人物
- 二ツ目昇進と同時に、落語家 春風亭昇輔と同人ラジオ「桜前線上昇中」を配信開始[6]。
- 漫画やアニメを好んでいることから同じ芸協所属の落語家春風亭吉好とは「ヨシコサクラコ」という勉強会で漫画やアニメをテーマにした新作講談を披露している[7]。

## ユニット
2020年9月三遊亭遊七（落語）、神田桜子（講談）、桂小すみ（音曲）で3人組パフォーマンスユニット「Comme Seau-コムソウ-」を結成。虚無僧の格好をして余興を始めたのをきっかけに、仙台花座にて活動を始動。歌やアンサンブル演奏等の余興ありきで活動している。ユニット名はフランス語で「バケツみたい」（余興で装飾バケツをかぶって虚無僧に扮したことから）。
2021年、落語芸術協会の若手ユニットとして、落語家・講談師全9名で「ルート9」を結成。ルート9内ユニット「さば弁」を、春風亭弁橋、神田桜子、三遊亭仁馬の3人で組んでいる。

## メディア活動
- anan（雑誌掲載）
  - 2021年7月14日発売のanan2258号「関係性を愛でるエンタメ」のコーナーで、ルート9として掲載された[10]。
- サタデーステーション（YouTube出演）
  - 2022年3月19日テレビ朝日のYouTube、ANNnewsCHにてルート9密着映像が公開された[11]。